# Сміт-Айленд (Меріленд)
Сміт-Айленд (англ. Smith Island) — переписна місцевість (CDP) в США, в окрузі Сомерсет штату Меріленд. Населення — 202 особи (2020).

## Географія
Сміт-Айленд розташований за координатами 37°58′38″ пн. ш. 76°1′44″ зх. д. / 37.97722° пн. ш. 76.02889° зх. д. (37.977220, -76.028791).  За даними Бюро перепису населення США в 2010 році переписна місцевість мала площу 23,77 км², з яких 11,26 км² — суходіл та 12,50 км² — водойми.

## Демографія
Згідно з переписом 2010 року, у переписній місцевості мешкало 276 осіб у 137 домогосподарствах у складі 89 родин. Густота населення становила 12 особи/км².  Було 255 помешкань (11/км²).
Расовий склад населення:
| - 96,4 % — білих - 2,2 % — чорних або афроамериканців - 0,7 % — азіатів |

До двох чи більше рас належало 0,7 %. Частка іспаномовних становила 0,4 % від усіх жителів.
За віковим діапазоном населення розподілялося таким чином: 9,4 % — особи молодші 18 років, 54,7 % — особи у віці 18—64 років, 35,9 % — особи у віці 65 років та старші. Медіана віку мешканця становила 58,0 року. На 100 осіб жіночої статі у переписній місцевості припадало 94,4 чоловіків;  на 100 жінок у віці від 18 років та старших — 95,3 чоловіків також старших 18 років.
Середній дохід на одне домашнє господарство  становив 39 297 доларів США (медіана — 25 469), а середній дохід на одну сім'ю — 40 312 долари (медіана — 22 083). За межею бідності перебувало 37,8 % осіб, у тому числі 36,0 % дітей у віці до 18 років та 36,5 % осіб у віці 65 років та старших.
Цивільне працевлаштоване населення становило 68 осіб. Основні галузі зайнятості: сільське господарство, лісництво, риболовля — 27,9 %, освіта, охорона здоров'я та соціальна допомога — 13,2 %, інформація — 8,8 %, роздрібна торгівля — 7,4 %.